# Dohňany
Dohňany (maďarsky Donány) jsou obec v okrese Púchov na Slovensku. Žije zde přibližně 1 900 obyvatel. První písemná zmínka o obci pochází z roku 1471.
V obci je římskokatolický kostel sv. Cyrila a Metoděje z roku 1865.
Součástí obce jsou místní části Mostište a Zbora.

## Osobnosti

### V obci působili
- Anton Bielek (1857–1911), spisovatel, mezi lety 1887 a 1889 byl v Dohňanech učitelem
- Ferko Urbánek (1858–1934), spisovatel, dramatik, úředník
- Jozef Gregor-Tajovský (1874–1940), spisovatel, dramatik, básník, politik, v letech 1895–1897 byl v Dohňanech učitelem